# 短歌研究新人賞
短歌研究新人賞（たんかけんきゅうしんじんしょう）は、短歌の新人賞。
短歌研究社の発行する月刊短歌総合誌「短歌研究」が毎年公募する未発表三十首の中から選ばれる。2021年の第65回から締め切りが1月31日に変更され、受賞作および選考結果は「短歌研究」誌の7月号に掲載されている。授賞式は例年短歌研究社が主催する「短歌研究賞」「現代短歌評論賞」と一緒に9月下旬に行われていたが、新型コロナウイルス蔓延の影響により2019年の第63回から行われていない。
短歌研究新人賞の第1回は1958年だが、その前に「短歌研究50首詠」として1954年から5回の歴史があり、編集長の中井英夫の単独選考のもと中城ふみ子、寺山修司らが受賞している。

## 歴代受賞作と受賞者
- 第1回50首詠　1954年　「乳房喪失」 中城ふみ子
- 第2回50首詠　1954年　「チェホフ祭」 寺山修司
- 第3回50首詠　1955年　「白い海」 原幸雄
- 第4回50首詠　1956年　「海の中を流るる河」 小崎碇之介
- 第5回50首詠　1957年　「漂泊家族」 大寺龍雄
- 第1回（新人賞に改称）　1958年　「人像標的」 山下富美
- 第2回　1959年　「春の風車」 山口雅子
- 第3回　1960年　「黴びる指紋」 横田正義
- 第4回　1961年　「ほそき結実」 大竹蓉子
- 第5回　1962年　「夜光虫」 根布谷正孝
- 第6回　1963年　「砂漠」 井野場靖
- 第7回　1964年　「島」 児島孝顕
- 第8回　1965年　「杣部落」 森富男
- 第9回　1966年　「海浜」 大坪三郎、「往反」 大塚栄一
- 第10回　1967年　「大久野島にて」 藤原弘男
- 第11回　1968年　「冬街」 森川久、「南を指す針」 林田鈴
- 第12回　1969年　「浅峡」 大原良夫
- 第13回　1970年　「消光」 林市江
- 第14回　1971年　「山の上の学校」 板橋功枝
- 第15回　1972年　「入換」 外山覚治
- 第16回　1973年　「故郷の牛乳」 高橋一子
- 第17回　1974年　「花房の翳」 佐藤孝子
- 第18回　1975年　「歩行訓練」 西田忠次郎
- 第19回　1976年　「蜂場の譜」 城島久子
- 第20回　1977年　「青いセーター」 西田美千子
- 第21回　1978年　「水の中のフリュート」 井辻朱美
- 第22回　1979年　「紫木蓮まで」 阿木津英
- 第23回　1980年　「炎祷」 中山明
- 第24回　1981年　「細き反り」 奈賀美和子
- 第25回　1982年　「刺青天使」 大塚寅彦
- 第26回　1983年　「反・都市論」 武下奈々子
- 第27回　1984年　「不確カナ記憶」 小笠原和幸
- 第28回　1985年　「白日光」 池田はるみ
- 第29回　1986年　「スモール・トーク」 加藤治郎
- 第30回　1987年　「青年霊歌」 荻原裕幸、「貴妃の脂」 黒木三千代
- 第31回　1988年　「私小説8（曲馬団異聞）」 佐久間章孔
- 第32回　1989年　「時間（クロノス）の矢に始めはあるか」 久木田真紀
- 第33回　1990年　「ラジオ・デイズ」 藤原龍一郎、「ようこそ！猫の星へ」 西田政史
- 第34回　1991年　「微熱海域」 尾崎まゆみ、「路程記」 野樹かずみ
- 第35回　1992年　「カウンセリング室」 佐藤きよみ、「白球の叙事詩（エピック）」 大滝和子
- 第36回　1993年　「陸封魚－InlandFish」 寺井淳、「ミラクル・ボイス」 小泉史昭
- 第37回　1994年　「白木蓮（はくれん）の卵」 松村由利子、「弱法師」 尾形平八郎
- 第38回　1995年　「ギャザー」 田中槐、「キホーテの海馬」 近藤達子
- 第39回　1996年　「啓かるる夏」 横山未来子
- 第40回　1997年　「神聖帝国」 岡田智行
- 第41回　1998年　「フライング」 千葉聡、「緑のテーブル」 石井瑞穂
- 第42回　1999年　「麦酒奉行」 長江幸彦
- 第43回　2000年　「冥王に逢ふ－返歌」 紺野万里
- 第44回　2001年　「逃げ水のこゑ」 小川真理子
- 第45回　2002年　「琥珀」 八木博信
- 第46回　2003年　「星と切符」 黒田雪子
- 第47回　2004年　「ペイルグレーの海と空」 嵯峨直樹
- 第48回　2005年　「麦と砲弾」 奥田亡羊
- 第49回　2006年　「カシスドロップ」 野口あや子
- 第50回　2007年　「六千万個の風鈴」 吉岡太朗
- 第51回　2008年　「冬の火」 田口綾子
- 第52回　2009年　「ナガミヒナゲシ」 やすたけまり
- 第53回　2010年　「死と放埓な君の目と」 山崎聡子、「ロックン・エンド・ロール」 吉田竜宇
- 第54回　2011年　「見つけだしたい」 馬場めぐみ
- 第55回　2012年　「ハッピーアイランド」 鈴木博太
- 第56回　2013年　「目覚めればあしたは」 山木礼子
- 第57回　2014年　「父親のような雨に打たれて」 石井僚一
- 第58回　2015年　「さなぎの議題」 遠野真
- 第59回　2016年　「いつも明るい」 絹川柊佳
- 第60回　2017年　「無垢な日本で」小佐野彈
- 第61回　2018年　「この人を追う」工藤吉生、「自習室出てゆけば夜」川谷ふじの[2]
- 第62回　2019年　「ルーズリーフを空へと放つ」郡司和斗、「拡張子になる」中野霞
- 第63回　2020年　「Victim」平出奔
- 第64回　2021年　「窓も天命」塚田千束
- 第65回　2022年　「Lighthouse」 ショージサキ
- 第66回　2023年　「パキパキの海」平安まだら
- 第67回　2024年　「コミカル」工藤吹